# فردی بیشور
فردی بیشور (فرانسوی: Freddy Bichot‎؛ زادهٔ ۹ سپتامبر ۱۹۷۹) دوچرخه‌سوار اهل فرانسه است.
از باشگاه‌هایی که در آن رکاب زده‌است می‌توان به تیم دوچرخه‌سواری اف‌دی‌جی، تیم دوچرخه‌سواری اگریتوبل، و تیم دوچرخه‌سواری دیرکت انرژی اشاره کرد.